# Bracon maidli
Bracon maidli är en stekelart som först beskrevs av Josef Fahringer 1926.  Bracon maidli ingår i släktet Bracon och familjen bracksteklar. Inga underarter finns listade.